# Janus Kamban
Janus Kamban (født 10. september 1913 i Tórshavn, død 2. maj 2009 i smst.) var en færøsk billedhugger og grafiker. Han var en af de talentfulde kunstnere, som indledte det store nybrud i færøsk billedkunst i 1930'erne. 
Som de fleste færøske billedkunstnere i dette slægtled rejste Kamban til København, hvor han i 1932-35 og 1938-40 var elev på Kunstakademiets Billedhuggerskole hos professor E. Utzon-Frank. Efter 2. verdenskrig kom Janus Kamban tilbage til Tórshavn, hvor han siden boede og spillede en aktiv rolle i det blomstrende billedkunstneriske miljø, blandt andet som leder for Listaskálin (Kunstforeningens udstillingsbygning) 1969-78. Fra sit hus og atelier inspireredes han af udsigten over fjorden til Nólsoy.
I en række skulpturer som Får med to lam 1955 og Fire hvaler 1986 udstillet på Færøernes kunstmuseum Listasavn Føroya fremstår den enkle klare form i monumental besindig ro. Han har med sine stramt stiliserede figurative skildringer af mennesker og dyr udvidet den færøske billedverden
Janus Kambans skulpturer pryder offentlige pladser og bygninger i byer og bygder på Færøerne. På kunstmuseet ses hans buster af digteren H.A. Djurhuus 1936 og Vensil á Velbastað 1951. Andre hovedværker er Modersmålet 1948 i basalt ved Færøernes landsbibliotek i Tórshavn og figurgruppen Færøsk dans 1956 i bronze, i Føroya Banki.
I hans grafik – især i flerfarvede linoleumssnit – er havet, søfuglene og livet ved stranden et hovedtema. Ingen har som han kunnet formidle linjerne i den lette, men stærke, traditionelle færøske båds smækre og fuldkomne form. Janus Kamban har modtaget en række priser og udmærkelser og deltaget i talrige udstillinger af færøsk billedkunst bl.a. i København. I 1993 arrangerede Færøernes kunstmuseum en stor retrospektiv udstilling af Kambans skulpturer og grafik i anledning af hans 80 års fødselsdag. I 1995 udgav kunstmuseet en bog om Janus Kambans liv og værk af kunstkritikeren Gunnar Hoydal med fotografier af Ole Wich og Ole Jensen. 

## Udstillinger
- 1935 Skulpturudstilling, Charlottenborg
- 1941 Skulpturudstilling, Haveselskabets Have, Frederiksberg
- 1943 Utzon-Frank og hans elever, Charlottenborg. 1943-45, Koloristerne
- 1948 Ólavsøkuframsýningin, Tórshavn, 1951-52, 1954-56, 1959-63, 1966-70, 1972-73, 1975-76, 1978, 1980-93
- 1970 Færøysk Kunst, Bergens Kunstforening
- 1971 Art from the Faroes, Pier Art Gallery, Orkneyøerne
- 1976 Færøsk Kunst, Den frie Udstilling, København
- 1983 Grafiska Sællskapet, Malmø. Føroysk List, Nordisk Kunstcentrum, Helsingfors
- 1986 Færøsk Kunst Nikolaj Kirke Kbh.
- 1992 Várframsýningin, Tórshavn